# Fraunhofer-Institut für Angewandte Polymerforschung
Das Fraunhofer-Institut für Angewandte Polymerforschung IAP, auch in der Kurzbezeichnung „Fraunhofer IAP“ genannt, ist eine Einrichtung der Fraunhofer-Gesellschaft zur Förderung der angewandten Forschung e. V. Das Institut hat seinen Sitz in Potsdam im Wissenschaftspark Golm, seine Aktivitäten liegen in der angewandten Forschung und Entwicklung auf den Gebieten Polymerchemie und Physik sowie Biologie, wobei Fragen der Material- und Technologieentwicklung im Mittelpunkt stehen.

## Forschung und Entwicklung
Das Institut ist spezialisiert auf Forschung und Entwicklung von Polymeranwendungen. Seit Anfang der 1990er Jahre unterstützt es Unternehmen und Partner bei der maßgeschneiderten Entwicklung und Optimierung von innovativen und nachhaltigen Materialien, Prozesshilfsmitteln und Verfahren. Neben der umweltschonenden, wirtschaftlichen Herstellung und Verarbeitung von Polymeren im Labor- und Pilotanlagenmaßstab bietet das Institut auch die Charakterisierung von Polymeren an. Synthetische Polymere auf Erdölbasis stehen ebenso im Fokus der Arbeiten wie Biopolymere, Polymere aus nachwachsenden Rohstoffen und chemisch, physikalisch oder biologisch funktionalisierte Polymere. Die Anwendungsfelder sind vielfältig: Sie reichen von Biotechnologie, Medizin, Pharmazie und Kosmetik über Elektronik und Optik bis hin zu Anwendungen in der Verpackungs-, Umwelt- und Abwassertechnik oder der Luftfahrt-, Automobil-, Papier-, Bau- und Lackindustrie.
Mit dem 2012 eröffneten "Anwendungszentrum für Innovative Polymertechnologien" vertieft und erweitert das Fraunhofer IAP seine Kernkompetenzen in der Polymerforschung. Hier werden Prozesse zur Herstellung innovativer Materialien sowie neue Technologien vom Labor- in den industrienahen Maßstab übertragen. Drei Schwerpunkte stehen im Fokus der Arbeiten: 1. Hightech-Polymere mit besonderen physikalischen Eigenschaften, 2. Biokompatible Materialien für Implantate und weitere medizinische Anwendungen und 3. Entwicklung biotechnologischer Prozesse zur effizienten Nutzung nachwachsender Rohstoffe.
Seit Mitte 2013 betreibt das Institut das Verarbeitungstechnikum Biopolymere Schwarzheide, das klein- und mittelständische kunststoffverarbeitende Unternehmen bei der Einführung biobasierter Kunststoffe in die Produktionsprozesse unterstützt. Die Entwicklung von Polylactiden (PLA) mit verbesserten Gebrauchseigenschaften bildet einen Schwerpunkt.
Seit dem 1. Januar 2016 ist die bisherige Fraunhofer-Einrichtung Polymermaterialien und Composite PYCO als Forschungsbereich in das Fraunhofer IAP integriert. Die Forschungsschwerpunkte und die Marke PYCO werden unter dem neuen Dach weiterentwickelt und ausgebaut. An den Standorten Teltow und Wildau werden hochvernetzte Polymere, so genannte Thermosets, für Anwendungen in einer Vielzahl von Branchen entwickelt, darunter Luftfahrt, Schienenfahrzeugbau, Automotive, Informations- und Kommunikationstechnik und Gerätetechnik.
Am 1. Januar 2018 wurde das Centrum für Angewandte Nanotechnologie (CAN) GmbH in Hamburg als Forschungsbereich in das Fraunhofer IAP integriert. Unter der Leitung des Chemikers Horst Weller werden eine Vielzahl von Materialien in Form von Nanopartikeln und Nanocompositen hergestellt und charakterisiert.

### Forschungsbereiche
Folgende Forschungsbereiche bestehen:

#### Biopolymere
Die nachhaltige stoffliche Nutzung nachwachsender Rohstoffe steht im Zentrum der Biopolymerforschung des Institutes. Das betrifft sowohl natürliche, von der Natur synthetisierte Polymere, wie Cellulose, Stärke oder Lignin, als auch biobasierte Kunststoffe wie Polylactid, deren Grundbausteine aus nachwachsenden Rohstoffen gewonnen werden. Für eine Vielzahl von Einsatzfeldern werden, oft gemeinsam mit Industriepartnern, solche Biopolymere maßgeschneidert und Verfahren zu deren Gewinnung, Verarbeitung und Veredelung optimiert oder neu entwickelt – vom Labor- bis zum Technikumsmaßstab. Beispiele sind cellulosische Spinnfasern wie Viskose, biobasierte Carbonfasern, Vliesstoffe, Folien und Formkörper aus Polymermischungen mit Lignin oder Stärke, Verbundmaterialien mit cellulosischer Faserverstärkung, Papieradditive auf Stärkebasis oder biobasierte Klebstoffe. Alle Entwicklungen werden durch eine vielfältige chemische und physikalische Analytik sowie Materialprüfung und Strukturanalyse begleitet.

#### Funktionale Polymersysteme
Polymere mit besonderen physikalischen und chemischen Eigenschaften werden in zunehmendem Maße als Funktionsmaterialien für Hochtechnologie-Anwendungen eingesetzt. Das Fraunhofer IAP trägt zur Entwicklung solcher Materialien sowie von Technologien und Bauelementen für deren Anwendung bei. Das Spektrum reicht von Sensoren und Aktoren, Polymeren mit halbleitenden Eigenschaften über chromogene, phototrope bis hin zu leuchtenden Polymeren, die in organischen Leuchtdioden (OLEDs) und anderen Anwendungen der organischen Elektronik zum Einsatz gebracht werden. Die Synthese und Nutzung von Quantum Dots eröffnet dabei neue Möglichkeiten für technologische Entwicklungen von OLEDs und organischer Photovoltaik, aber auch für die Diagnostik mittels photonischer Methoden. Daneben werden Materialien, funktionalisierte Oberflächen und deren Herstellungstechnologien bis in den Technikumsmaßstab für den Einsatz in der Medizintechnik und Diagnostik entwickelt.

#### Synthese- und Polymertechnik
Im Bereich der Synthese- und Polymertechnik ist das Institut spezialisiert auf die Synthese neuartiger Polymerstrukturen sowie auf die Entwicklung und Optimierung von Polymerisationsprozessen. Ebenso zählt die Herstellung von Partikeln für Wirkstoffcontainer durch reaktive und nichtreaktive Verfahren sowie die Charakterisierung von Polymeren zu den Arbeitsschwerpunkten. Basierend auf moderner Synthese- und Analysetechnik werden verschiedenste Fragestellungen im Auftrag von Industriepartnern bearbeitet. Membrantechnologie und Formgedächtnispolymere stellen weitere Forschungsgebiete dar.

#### Life Science und Bioprozesse
Im Forschungsbereich Life Science und Bioprozesse werden biotechnologische Verfahren zur Entwicklung von funktionalen Proteinsystemen, kolloidalen Strukturen sowie Bio-Hybridmaterialien verwendet. Schwerpunkte bilden auch die Herstellung bzw. Gewinnung monomerer und polymerer biobasierter Bausteine durch Fermentationsverfahren und biokatalytische Umsetzungen. Nanotechnologie und Grenzflächenchemie ergänzen die klassische Polymerforschung und fördern die Entwicklung neuer Biomaterialien, Hydrogele, Implantate, bioaktiver Oberflächen, Sensoren und Wirkstoffsysteme. Dabei spielen die Polymer- und Konjugatchemie sowie die Molekularbiologie eine entscheidende Rolle. Mikrobiologische Untersuchungen sowie Untersuchungen mit Primär- und Zell-Linien erweitern die Tiefe der FuE-Möglichkeiten.

#### Fraunhofer-Pilotanlagenzentrum PAZ
Das Fraunhofer-Pilotanlagenzentrum für Polymersynthese und -verarbeitung PAZ am Standort Schkopau – eine gemeinsame Initiative der Fraunhofer-Institute IAP und IMWS – bearbeitet schwerpunktmäßig Fragen der Technologieentwicklung und Maßstabsvergrößerung von Polymersynthese- und Verarbeitungsprozessen. Sowohl die technischen Möglichkeiten im Pilotmaßstab als auch die Bündelung der Kompetenzen auf beiden Fachgebieten stellen Alleinstellungsmerkmale des Pilotanlagenzentrums am FuE-Markt dar. Hier werden neue Produkte und innovative Technologien entlang der gesamten Wertschöpfungskette entwickelt – vom Monomer über die Synthese und Verarbeitung von Polymeren bis zum geprüften Bauteil nach Maß.

#### Polymermaterialien und Composite PYCO
Der Forschungsbereich Polymermaterialien und Composite PYCO entwickelt und erforscht am Standort Wildau Materialien aus vernetzten Kunststoffen sowie Composite aus mehreren miteinander verbundenen Materialien. Dies sind hauptsächlich Faser-Kunststoff-Verbunde. Die Fasern, vor allem Kohlenstoff-, Glas- oder Naturfasern, werden dabei als technische Textilien in Form von Geweben, Gestricken, Gewirken, Vliesen oder Filzen in einer Matrix aus Harz in speziell auf die spätere Anwendung angepasste Geometrien eingelassen, um hervorragende Materialeigenschaften bei vergleichsweise geringer Masse erreichen zu können.

#### Zentrum für Angewandte Nanotechnologie CAN
Der Forschungsbereich Zentrum für Angewandte Nanotechnologie CAN am Standort Hamburg entwickelt anorganische Nanopartikelsysteme. Forschungsergebnisse werden in Lösungsstrategien für neue oder verbesserte Produkte überführt, vor allem in den Bereichen funktionale Materialien (Displays, LED und Beleuchtung, Solar- und Brennstoffzellen), Life Science (diagnostische Tools, Biomarker) und Home und Personal Care (Additive für kosmetische Produkte, Wasch- und Reinigungsmittel, Spezialpolymere als Formulierhilfen). Die Hauptexpertise liegt in der Herstellung und Charakterisierung von Materialien in Form von anorganischen Nanopartikeln und Nanocompositen. Etablierte Partikelsysteme umfassen fluoreszierende, magnetische, elektrisch- und wärmeleitfähige, röntgenopake, elektrokatalytisch-aktive, metallische und keramische Nanopartikel.

## Kooperationen
Das Institut ist Mitglied im Fraunhofer-Verbund Werkstoffe, Bauteile – MATERIALS. Dieser Verbund bündelt die Kompetenzen der materialwissenschaftlich orientierten Institute der Fraunhofer-Gesellschaft.
Daneben bestehen diverse Kooperationen mit Industriepartnern und Hochschulen im In- und Ausland. Leitende Wissenschaftler des Institutes sind mit Lehrveranstaltungen u. a. an folgenden Universitäten aktiv: Universität Potsdam, Technische Universität Berlin, Martin-Luther-Universität Halle-Wittenberg, Brandenburgische Technische Universität Cottbus – Senftenberg, Universität Hamburg. Das Institut ist an der Forschungsallianz Kulturerbe beteiligt.

## Infrastruktur
Ende 2023 waren 279 Mitarbeiter beschäftigt. Der Gesamthaushalt im Jahr 2023 betrug 28,3 Millionen Euro. Der Gesamtertrag setzte sich zusammen aus der internen Fraunhofer-Finanzierung (11,0 Millionen Euro, davon 6,3 Millionen Euro aus internen Förderprogrammen), externen Erträgen bestehend aus öffentlichen Projekt-Fördermitteln (Land, Bund, EU, Sonstige) in Höhe von 9,9 Millionen Euro und Wirtschaftserträgen in Höhe von 7,3 Millionen Euro.
Institutsleiter des Fraunhofer IAP ist seit 1. Februar 2015 Alexander Böker. Er ist zugleich Inhaber des Lehrstuhls für Polymermaterialien und Polymertechnologie an der Universität Potsdam.